# Jaguar S-Type (1963)
De Jaguar S-Type is een 4-deurs-sedan van de Engelse autofabrikant Jaguar. Het model werd in september 1963 gepresenteerd als een luxueuzere versie van de Mark 2.